# Ridley Park, Pennsylvania
Ridley Park là một thị trấn thuộc quận Delaware, tiểu bang Pennsylvania, Hoa Kỳ. Năm 2010, dân số của thị trấn này là 7002 người.